# Adela Gleijer
Adela Gleijer (Montevideo, Uruguay, 20 de septiembre de 1933) es una actriz de televisión, cine y teatro uruguaya residente en Argentina.
Fue integrante del grupo del Teatro El Galpón de Montevideo donde debutó en 1956 en El centroforward murió al amanecer, de Agustín Cuzzani. Allí actuó entre otras obras en El círculo de tiza caucasiano de Bertolt Brecht y Rey Lear de William Shakespeare dirigida por Atahualpa del Cioppo.
En Buenos Aires trabajó en el Teatro San Martín, en Hombre y superhombre de Bernard Shaw, en Lo frío y lo caliente de Pacho O'Donnell, La Máscara y en Gris de ausencia de Roberto Cossa dirigida por Carlos Gandolfo.
Otras participaciones: El prisionero de la Segunda Avenida de Neil Simon dirigida por Norma Aleandro, Tres buenas mujeres de Laura Bonaparte en el Festival de Guanajuato, Greek de Stephen Berkoff, etc.
Recibió el Premio Podestá 2006 a la Trayectoria Honorable de la Asociación Argentina de Actores.

## Televisión
Se destacó por su participación en las telenovelas Amo y señor (1984), Increíblemente sola (1985), Rebelde (1989), Celeste (1991), Princesa (1992), Celeste siempre Celeste (1993) y Los buscas de siempre (2000). También hizo un papel recurrente en Mi familia es un dibujo entre los años 1996 y 1998. En 1999 es madre de Alejandra (Sandra Mihanovich) en la primera temporada de Vulnerables. Participó en Sos mi vida en 2006 y en la primera temporada de Mujeres de nadie en 2007. En 2009 interpreta a Amanda en la telecomedia Enseñame a vivir. En 2012 representa el papel de la abuela Antonia en Volver a nacer y participó de la serie El hombre de tu vida (cap.17) emitida por Telefe.

## Filmografía
- El señor presidente  (1969) dir. Marcos Madanes
- La fidelidad (1970) dir. Juan José Jusid
- Flores robadas en los jardines de Quilmes (1985) dir. Antonio Ottone
- Casi no nos dimos cuenta (1990) dir. Antonio Ottone
- Cerro Bayo (película) (2011) dir. Victoria Galardi

## Vida privada
Casada desde 1961 con el actor Juan Manuel Tenuta (1924-2013) es madre de la actriz Andrea Tenuta.

## Enlaces
Adela Gleijer es autora de la canción «Como Un Pájaro Libre» interpretada por Mercedes Sosa. 
- Datos: Q8188106